# De Persetreders
De Persetreders, De Persetardis (1547), De Perssetreders ou les Fontenisten (1618), est une chambre de rhétorique de Hondschoote, dans la châtellenie de Bergues-Saint-Winoc en Flandre, fonctionnant en langue néerlandaise (« flamande »).

## Bref historique
Les documents d'archives nous apprennent que, le 18 mars 1539, un messager, portant une invitation à un prochain concours à la chambre de Hondschoote, vint de Gand.  La même année, le magistrat de Hondschoote offrit du vin à la chambre de rhétorique.
La chambre fut sans doute baptisée en 1548.  Elle fut ensuite accueillie à Hondschoote comme la nouvelle chambre de rhétorique, appelée Persetardis de Hondschoote » (« den nieuwen tytele van Rethorycke ghenaemt de Persetardis van Hondschoote ») et dotée d'une subvention.  La même année, la chambre participa au concours de Lo dans le métier de Furnes (Veurne-Ambacht).
Les Persetreders se glorifiaient d'avoir reçu de l'empereur Charles Quint une médaille en vermeil en signe de haute protection.
En 1558, un concours de rhétoriciens fut organisé à Hondschoote.
Le 31 mars 1618, par une nouvelle charte ou lettre de guilde, les archiducs accordèrent un privilège princier.  Dans la requête, introduite dans le but d’obtenir ce privilège, fut renvoyée au dépeuplement qui avait frappé le centre industriel qu’était la région, et qui constituait, avec l'état de guerre, la cause de la suspension des activités des rhétoriciens.  L'argumentation de la société littéraire était construite de telle sorte qu'on répondit aux attentes du gouvernement central : l'ancienneté, la respectabilité et la dévotion publique constituaient les principaux concepts.  Les Persetreders soutinrent que leur chambre était une vieille guilde privilégiée qui, selon des lettres de reconnaissance plus anciennes, aurait déjà existé depuis plus de quatre-vingt-dix ans.  Entre 1580 et la promulgation de la trêve de Douze Ans, la chambre avait été inactive, mais depuis lors, elle avait contribué à l’Ommegang, la procession annuelle à Hondschoote, et participé à divers concours.
Ce qui avait peut-être motivé le plus les archiducs était le culte des Persetreders pour leur toute nouvelle patronne sainte Élisabeth de Thuringe, qui était en effet la sainte favorite de l'archiduchesse Isabelle,.  Auparavant, c'est-à-dire au XVIe siècle, les Persetreders vénéraient sans doute le Christ comme saint patron car, en 1618, ils avaient décrit leur blason comme « Christus in de persse onder de fonteyne ende de maeght Rhetorica » (en d'autres mots, le Christ dans la presse [?] sous la fontaine, accompagné de la Rhétorique, représentée de façon allégorique par une vierge.
Le privilège accordé aux Persetreders indique que l'entourage archiducal se rendait compte que, moyennant un certain contrôle par le biais de la censure, les chambres de rhétorique pouvaient contribuer à cette offensive, à laquelle participeront tous les médias de l'époque, qui visait la promotion des intérêts dynastiques et de l'expérience religieuse de la Contre-Réforme.
Cette société fut une de celles qui se maintinrent le plus longtemps.  Ainsi, au concours théâtral de 1786, organisé par les Royaerts de Bergues, les Persetreders remportèrent le quatrième prix.  Encore en 1810, les Persetreders proposèrent un prix de déclamation, dont le sujet était le monologue de Pygmalion, composé par Lod. Willems, amateur zélé de joutes littéraires.  Cinq sociétés se rendirent au concours, et on distribua cinq médailles en argent.

## Ressources

### Sources
- (nl) Bruaene (van), Anne-Laure.  Om beters wille. Rederijkerskamers en de stedelijke cultuur in de Zuidelijke Nederlanden (1400-1650), Amsterdam, Amsterdam University Press, 2008  (ISBN 978-90-535-6561-2), p. 180, 308 (note).
- (nl) Bruaene (van), Anne-Laure.  Repertorium van rederijkerskamers in de Zuidelijke Nederlanden en Luik 1400-1650 (Le Répertoire numérique des chambres de rhétorique des Pays-Bas méridionaux et de la principauté de Liège, de 1400 à 1650).
- (fr) Carnel, Désiré. « Sociétés de rhétorique et leurs représentations dramatiques chez les Flamands de France », Annales du Comité flamand de France, Moedertael en Vaderland, tome V, Lille, Comité flamand de France, 1859-1860, p. 32-33, 65.

#### Sur la littérature néerlandaise
- Littérature néerlandaise.

#### Sur les chambres de rhétorique
- Chambre de rhétorique ;
- Landjuweel.

#### Quelques chambres de rhétorique
- La chambre de rhétorique De Avonturiers (Warneton) ;
- La chambre de rhétorique De Baptisten (Bergues) ;
- La chambre de rhétorique Het Bloemken Jesse (Middelbourg) ;
- La chambre de rhétorique Den Boeck (Bruxelles) ;
- La chambre de rhétorique De Corenbloem (Bruxelles) ;
- Eerste Nederduytsche Academie (Amsterdam) ;
- La chambre de rhétorique De Egelantier (Amsterdam) ;
- La chambre de rhétorique De Fonteine (Gand) ;
- La chambre de rhétorique De Gheltshende (Bailleul) ;
- La chambre de rhétorique De Lelie (Bruxelles) ;
- La chambre de rhétorique 't Mariacransken (Bruxelles) ;
- La chambre de rhétorique De Olijftak (Anvers) ;
- La chambre de rhétorique De Ontsluiters van Vreugde (Steenvoorde) ;
- La chambre de rhétorique De Royaerts (Bergues) ;
- La chambre de rhétorique Sainte-Anne (Enghien) ;
- La chambre de rhétorique Saint-Michel (Dunkerque) ;
- La chambre de rhétorique De Violette (Bruxelles) ;
- La chambre de rhétorique De Violieren (Anvers) ;
- La chambre de rhétorique De Witte Angieren (Haarlem).